# Dioscorea oppositifolia
Dioscorea oppositifolia là một loài thực vật có hoa trong họ Dioscoreaceae. Loài này được L. mô tả khoa học đầu tiên năm 1753.